# 杉山正治
杉山 正治（すぎやま まさはる、1859年5月4日（安政6年4月2日） - 1923年（大正12年）2月15日）は、陸地測量部の測量官を務めた陸軍技師。日本で初めて太陽コロナの写真撮影を成功させたことで知られている。

## 来歴・人物
安政6年4月2日、幕臣杉山政任の長男として江戸で生まれる。幼少期に江戸から沼津に移住し、沼津中学校（後の旧制沼津中学校、現在の沼津東高校とは別）を卒業後、工部省修技学校を経て明治11年（1878年）6月19日、内務省地理局に奉職。明治20年（1887年）、荒井郁之助率いる日食観測隊に参加し、新潟県三条の永明寺山で皆既日食観測を行い、8月19日に太陽コロナの写真撮影を成功させる。
明治21年（1888年）9月25日に内務属判任官七等から参謀本部陸地測量部に転じ、明治22年（1889年）4月19日陸地測量手に任官。明治24年（1891年）8月27日陸地測量師に任命され、明治31年（1898年）12月28日高等官六等陞叙、明治29年（1896年）1月13日陸地測量部修技所教官兼勤を命ぜられる。明治33年（1900年）4月12日、測地学委員会委員を被命し、大正7年の退官まで委員を務める。
明治36年（1903年）4月27日、陸地測量学研究のためドイツへ被差遣となり、ポツダムのプロイセン測地研究所 (de:Königlich Preußisches Geodätisches Institut) へ留学し、所長のフリードリヒ・ロベルト・ヘルメルトに師事する。在独中、同年8月にコペンハーゲンにおいて開催の万国測地学協会第14回総会へ委員として参列を仰せつかる。明治39年（1906年）2月23日帰朝被仰付となり、帰朝後、陸地測量部の実施する三角測量方式について提言を行い、日本の測量技術の基礎を築いた。同年12月27日高等官五等に、明治44年（1911年）12月28日高等官四等に陞進。
大正7年（1918年）4月30日、前年の勤務時間中における発病が元で依願免官となり、同5月20日、特旨を以って位一級被進となる。大正12年2月15日卒去。墓所は青山霊園1-イ-13-3。

## 栄典
- 1892年（明治25年）2月3日 - 従七位[14]
- 1897年（明治30年）7月10日 - 正七位[15]
- 1902年（明治35年）6月30日 - 勲六等瑞宝章[16]
- 1902年（明治35年）10月20日 - 従六位[17]
- 1907年（明治40年）11月20日 - 正六位[18]
- 1908年（明治41年）6月25日 - 勲五等瑞宝章[19]
- 1912年（大正元年）12月28日 - 従五位[20]
- 1915年（大正4年）6月26日 - 勲四等瑞宝章[21]
- 1918年（大正7年）1月21日 - 正五位[22]
- 1918年（大正7年）5月20日 - 従四位[23]
- 1918年（大正7年）6月4日 - 支那共和国四等文虎勲章[24]